# Hrvacki
Hrvacki je priimek v Sloveniji, ki ga je po podatkih Statističnega urada Republike Slovenije na dan 1. januarja 2010 uporabljalo 17 oseb.

## Znani nosilci priimka
- Drago Hrvacki (1936 - 2021), slikar, grafik, kipar in likovni pedagog